# Ingeborg da Dinamarca, rainha de França
Ingeborg da Dinamarca, (também chamada Isambour, Isemburge, Ingeburge ou Ingelborg) (1174 — Saint-Jean-de-l’Ile, 29 de julho de 1236), foi rainha consorte da França como a segunda esposa de Filipe II de França, de 1180 até à sua morte. Era filha de Valdemar I da Dinamarca e de Sofia de Minsk, e irmã do rei Canuto VI da Dinamarca.

## Casamento

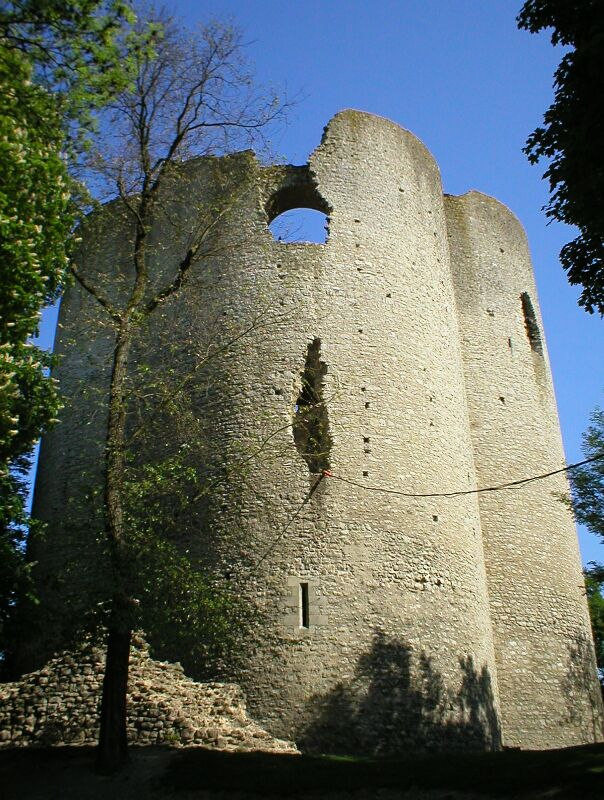
Ruínas da torre de Guinette em Étampes

Após a morte da rainha Isabel de Hainaut, o rei da França sabia que devia voltar a casar-se o mais rapidamente possível, uma vez que a sucessão dinástica ainda não estava assegurada: só tinha um filho com quatro anos, que acabara de sobreviver a uma grave doença. Provavelmente pelo desejo de uma aliança com a Dinamarca contra a Inglaterra, a escolha de Ingeborg da Dinamarca continua um mistério, uma vez que a princesa de dezoito anos de idade era apenas uma de muitas possíveis esposas para o francês.
Com o dote acordado em 10 mil marcos de prata, Filipe foi encontrar a princesa em Amiens a 14 de agosto de 1193, no dia do seu casamento. Testemunhos da época são unânimes ao falar da beleza da princesa e o bispo Estevão de Tournai descreveu-a como «muito gentil, jovem na idade mas anciã de sabedoria». Apesar disso, depois da noite de núpcias, o rei manifestou uma viva aversão pela sua jovem esposa. No dia seguinte abreviou a cerimônia de coroação da rainha, e enviou-a para o mosteiro de Saint-Maur-des-Fossés, anunciando que pretendia anular o matrimônio.
Os motivos desta separação precipitada, seguida de sete anos de cativeiro para Ingeborg e da recusa absoluta de Filipe reconhecê-la como rainha, são desconhecidos e deram lugar a todo o tipo de especulações, tanto por parte dos seus contemporâneos como dos historiadores. Para defender a anulação, o rei quis alegar consanguinidade proibida pela Igreja Católica.
Seja como for, uma assembleia de bispos e de nobres reunida a 5 de novembro de 1193 em Compiègne ,deu razão a Filipe Augusto, que se casou rapidamente com Inês de Merânia, jovem nobre da Baviera, em junho de 1196. Ao ouvir a sentença, a rainha teria dito em lágrimas «Maldita França!», e depois apenas clamado «Roma, Roma!».

## Defesa da rainha

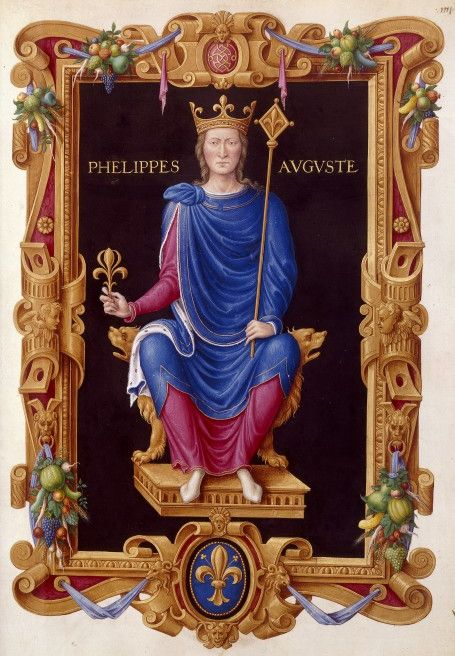
Representação de Filipe Augusto na Biblioteca Nacional de França

O papa Celestino III defendeu a rainha, mas não a conseguiu ajudar. Filipe solicitou-lhe o anulamento com base na não consumação, mas Ingeborg insistia que o casamento fora consumado e que era a sua esposa e rainha de França por direito. O clérigo franco-dinarmaquês Guilherme de Paris, que seria canonizado em 1224 pelo papa Honório III, interveio no caso, compondo uma genealogia dos reis da Dinamarca para provar que não havia o alegado obstáculo de consanguinidade.
O novo papa Inocêncio III, eleito em 1198, também não concordou com Filipe Augusto. Procurando afirmar a sua autoridade, ordenou que este se separasse de Inês e respeitasse o casamento com Ingeborg. Como não obtivesse uma reação do rei, pronunciou um interdicto (o equivalente à excomunhão para um território) sobre o Reino da França a 13 de janeiro de 1200. Filipe ainda assim arrastou o caso por alguns meses, mantendo Ingeborg presa na torre de Guinette em Étampes. A entrega de alimentos era irregular e por vezes insuficiente e não lhe eram permitidas visitas, com a exceção de uma única vez em foi visitada por dois capelães dinamarqueses.
Acabando por organizar uma cerimónia de reconciliação, o interdicto foi levantado em Setembro. No entanto não voltou a juntar-se com a antiga esposa e continuou o processo de anulação do casamento, vivendo entretanto em bigamia.
Em Março de 1201, o Concílio de Soissons concluiu não dar razão a Filipe, que acabou por encerrar o debate e renunciar à dissolução do matrimônio. Por fim, depois de ter dado à luz uma filha, Maria de França, em 1198, Inês de Merânia morreu em Julho em Poissy, ao dar um segundo herdeiro varão ao rei, Filipe Hurepel, reconhecido como tal pelo papa em Novembro. A crise foi encerrada de momento e a sucessão dinástica assegurada.

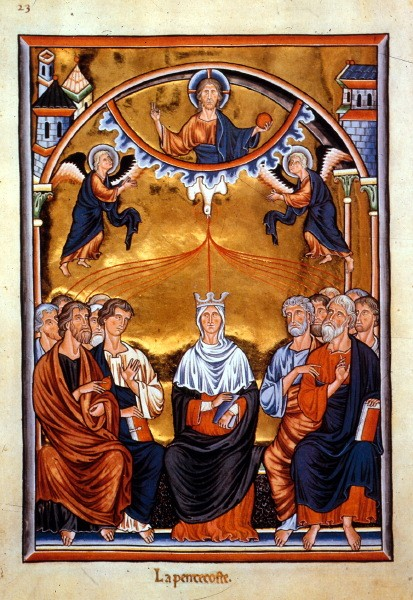
Página do saltério de Ingeborg da Dinamarca de c.1200, Chantilly, Museu Condé

Filipe Augusto retomou o procedimento de anulação do casamento em 1205, desta vez por motivo de não consumação, pretendendo inclusivamente forçar o resultado ao se casar novamente. Constatando definitivamente que estes projetos caíssem num impasse, acabou com as negociações de anulação em 1212, tal como em 1201 e, resignado, retornou a infeliz Ingeborg à corte, no lugar de sua esposa e rainha.

## Reconciliação e morte
Filipe reconcilou-se com Ingeborg em 1213 devido à sua pretensão ao trono da Inglaterra através das ligações familiares da rainha. Retirada em Orleães, Ingeborg recebeu o cognome oficioso de a rainha de Orleães pelos seus contemporâneos, que não sabiam que título lhe atribuir.
Com a morte do marido em 1223, a rainha retirou-se para o priorado de Saint-Jean-de-l'Ile que fundara próximo a Corbeil, em uma ilha de Essonne. Lá passou o resto da sua vida em paz, até 29 de julho de 1236, quando morreu aos 60 anos.
Continuara a se considerar rainha e até escolhera, em testamento, ser sepultada na Basílica de Saint-Denis, em Paris, o que lhe foi recusado por São Luís, por respeito a vontade do seu avô Filipe, e por a dinamarquesa nunca ter sido sagrada, logo não sendo rainha aos olhos da Igreja.